# 永山郵便局
永山郵便局（ながやまゆうびんきょく）は北海道旭川市にある郵便局。民営化前の分類では集配普通郵便局であった。

## 沿革
- 1892年（明治25年）3月1日 - 永山郵便局（三等）として開設[1]。
- 1893年（明治26年）3月16日 - 為替・貯金取扱を開始。
- 1897年（明治30年）2月21日 - 永山郵便電信局となる。
- 1903年（明治36年）4月1日 - 通信官署官制の施行に伴い永山郵便局となる。
- 1955年（昭和30年）8月1日 - 桜岡郵便局[2]から電話交換事務を移管[3]。
- 1964年（昭和39年）10月1日 - 宇園別郵便局から和文電報配達業務の一部[4]を移管。
- 1967年（昭和42年）3月20日 - 東鷹栖郵便局から和文電報配達事務を移管。
- 1967年（昭和42年）11月12日 - 電話交換および和文電報配達業務を、旭川電報電話局に移管。
- 1976年（昭和51年）4月1日 - 特定郵便局から普通郵便局に局種別改定。
- 1992年（平成4年）8月3日 - 旭川市永山2条19丁目から同市永山2条18丁目に移転。
- 1993年（平成5年）4月1日 - 永山六条簡易郵便局の廃止に伴い、取扱事務を承継。
- 2000年（平成12年）8月14日 - 外国通貨の両替および旅行小切手の売買に関する業務取扱を開始。
- 2007年（平成19年）10月1日 - 民営化に伴い、併設された郵便事業永山支店に一部業務を移管。
- 2012年（平成24年）10月1日 - 日本郵便株式会社の発足に伴い、郵便事業永山支店を永山郵便局に統合。

## 取扱内容
- 郵便、印紙、ゆうパック、内容証明
- 貯金、為替、振替、振込、国際送金、外貨両替・トラベラーズチェック、国債、投資信託
- 生命保険、バイク自賠責保険、自動車保険、がん保険、引受条件緩和型医療保険
- 地方公共団体事務（旭川市高齢者バス料金助成乗車証の交付）
- ゆうちょ銀行ATM
- 旭川市内の一部地域（郵便番号079-84xx）の集配業務
- ゆうゆう窓口

## 周辺
- 上川総合振興局
- 旭川市役所永山支所、旭川市永山図書館
- 旭川大学
- 旭川大学高等学校
- くみあい乳業本社・工場
- 石狩川

## アクセス
- JR宗谷本線 永山駅から南へ約700m（徒歩約8分）
- 道北バス 永山19丁目停留所下車
- 道央自動車道 旭川北ICから南東へ約3.5km
- 国道39号沿い
- 駐車場：9台